# Regione di Inuvik
La regione di Inuvik è una delle cinque regioni amministrative dei Territori del Nord-Ovest in Canada, con capoluogo Inuvik. La regione comprende otto comunità, la maggioranza delle quali si affaccia sul Mare di Beaufort ed è composta da Inuit (Inuvialuit) e Prime nazioni (per lo più Gwich'in).

## Comunità
- Aklavik (frazione)
- Fort McPherson (frazione)
- Inuvik (città)
- Paulatuk (frazione)
- Sachs Harbour (frazione)
- Tsiigehtchic
- Tuktoyaktuk (frazione)
- Ulukhaktok (frazione)

## Regione censuaria
A livello censuario, la regione di Inuvik corrisponde alla Regione 1. Tuttavia, fino alla riorganizzazione censuaria del 2011, essa era ben più estesa. Sebbene i confini amministrativi e censuari non coincidessero, la Regione censuaria di Inuvik costituiva infatti una delle uniche due regioni censuarie dei Territori del Nord-Ovest. Al momento dell'abolizione, essa contava 9 192 abitanti e si estendeva su una superficie di 522.215,2 km². 